# محمد حساين
محمد حساين (ولد في بني عمران في 5 يناير 1945 وتوفي في الأربعطاش في 28 فبراير 1994) كان صحفيًا وكاتبًا وروائيًا جزائريًا.

## الحياة المُبكّرة والتعليم
وُلد حساين عام 1945 في قرية العزلة التابعة لمديرية الثنية في منطقة القبائل بالجزائر شرق جبال الخشنَة والجنوب الشرقي لمدينة بومرداس. بعد دراسته الابتدائية والمتوسطة في بني عمران، واصل حساين تعليمه الثانوي في مدرسة ثانوية بالجزائر العاصمة، حيث حصل على شهادة دبلوم تقني عالي في الزراعة، وبدأ حياته المهنية بالعمل في المديرية الفرعية الزراعية بخميس الخشنة. - المديرية الفلاحية لولاية بومرداس.

## حزب الطليعة الاشتراكية
انضم حسين كمناضل داخل حزب الطليعة الاشتراكية (PAGS)، وكان يَعرف كيفية ترجمة المبادئ السياسية الرئيسية لليسار الجزائري إلى أعمال عسكرية بسيطة تتمحور حول الاهتمام بالاهتمامات اليومية للمواطنين المتواضعين في منطقته ومقاطعته في منطقة القبائل. بسبب قناعاته السياسية الشيوعية والتزامه بالجماهير العاملة والأجور، فقد تعرض للتهديد من قبل السلفيين منذ عام 1990 لكنه لم يغادر الجزائر نحو الخارج كما فعل آخرون. لم ينفصل حساين عن عائلته وأصدقائه رغم تصاعد التهديدات بالقتل في الأشهر الأخيرة من حياته حتى نهاية عام 1993 حيثُ اختار البقاء مع زوجته الحامل رغم كلّ ذلك.

## ألجي ريبيبليكان
كان حسين أحد الصحفيين في صحيفة ألجي ريبيبليكان اليوميّة (يُمكن ترجمتها حرفيًا للجزائر الجمهورية)، إلى جانب محمد بن شيكو وفضيل مزالي وسعيد مقبل. تأسَّست الجريدة عام 1988، كجريدة إخبارية يومية بعد أحداث الشغب التي اندلعت في أكتوبر/تشرين الأول عام 1988. وهكذا لعدة سنوات، كان حسين مراسلًا للجريدة وكانت مقالاته مكرَّسة بشكلٍ أساسي للحديث عن مشاكل الفلاحين والنضالات العمالية للعمال والنقابيين. كان حساين مسؤولًا أيضًا عن إعداد التقارير لمتابعة الأنشطة النقابية بشكل خاص على مستوى المنطقة الصناعية بالرويبة - الرغاية، إحدى أكبر مناطق الطبقة العاملة في الجزائر، كما قدم تغطية لمباريات كرة القدم للعديد من الفرق المحلية في مقاطعته أثناء تغطية الأخبار.

## الاغتيال
اختُطف حساين في شهر رمضان وبالضبطِ في 28 شباط/فبراير 1994 لدى مغادرته منزله في الاربعطاش متوجهًا إلى عمله في ألجي ريبيبليكان بالجزائر العاصمة. اقتربت منه مجموعة من العناصر المسلحة المحسوبة على السلفيين المتشددين وأجبروه على ملاحقتهم إلى مكان غير معروف. اختُطف حساين عند حوالي الساعة 7:30 حينما كان على وشك مغادرة منزله من قِبل أربعة رجال ينتمون لجماعات مسلحّة جزائرية تاركًا خلفهُ زوجة أرملة وثلاثة أطفال أيتام بعدما اغتيل. لقد اقتيد الكاتب إلى منطقة متاخمة لمحلّ إقامته حيث اغتيل بقطع رأسه، وعُثر على بقايا جثته بعد عدة أيام من اختفائه القسري.
ادعى «المتطرفون» الذين استفادوا من المصالحة الوطنية الجزائرية لعام 2005 أنَّ محمد حساين اغتيل في نفس يوم اختطافه، ومع ذلك فلم يُعثر على جثته الكاملة حينما قُتل وهو في التاسعة والأربعين من عمره وعليه فلم يُدفن جثمانه الكامل، ويُعتبر أحد ضحايا الإرهاب الذي لم يُعرف قبره. لقد رُوّع الشهود الذين شهدوا الاختطاف ولم يتمكنوا من الاعتراف أثناء المحاكمة أو تقديم أيّ مساعدات قد تحلُّ القضية، لكن وبعد سنوات قليلة أفادت شهاداتٌ من الجيران أن حسين اختُطف من قبل أربعة رجال من الجماعة الإسلامية المسلحة الجزائرية الذين كانوا ينتظرونه في الخارج حين غادر منزله.

## الذكرى
نظَّمَ صحفيون بولاية بومرداس في الثاني من أيّار/مايو 2009 بطولة في بلدة بودواو خُصّصت لإحياء ذكرى الصحفي حساين وللاحتفال باليومِ العالمي لحريّة الصحافة. كرمت ولاية بومرداس رسمياً في تشرين الأول/أكتوبر 2013 ذكرى حسّان وأربعة من زملائه هم عثمان سناجقي ورابح حموش ومحمد برارة ، ولمياء قطاف. أُقيم حفلٌ تأبيني في ذكرى حساين يوم الجمعة الموافق لـ 28 شباط/فبراير 2014 على الساعة 9:00 في وسط مدينة الأربعطاش بحضور زوجته وأطفاله وأصدقائه وزملائه، بالإضافة إلى مجموعة ماننساوش (بالعربيّة: لن ننسى) التي ارتبطت بهذا الحفل حيث تم الوقوف دقيقة صمت إحياءً لذكرى الفقيد.
كُرّم الصحفي محمّد يوم 28 شباط/فبراير 2015 في بلدة الأربعطاش حيث وُضع إكليلٌ من الزهور في مكان اختطافه. بعد الوقوف دقيقة صمت على ذكراه وذكرى جميع ضحايا الذين سقطوا بسببِ الإرهاب، استعاد المتحدثون كفاحه من أجل الديمقراطية والعدالة الاجتماعية من خلال قلمه وأعماله النقابية والنضالية لصالح الجماهير العاملة.

## كتب عنه
هذه قائمةٌ بأبرز التقارير والكتب التي كُتبت عن الصحفي والكاتب الجزائري محمد حساين:
- Committee to Protect Journalists (1994). Attacks on the Press in 1994. The Committee. ص. 269. ISBN:9780944823149. مؤرشف من الأصل في 2021-06-23.
- I.P.I. Report: Monthly Bulletin of the International Press Institute, Volume 44. Secretariat of the I.P.I. 1995. ص. 9. مؤرشف من الأصل في 2021-06-23.
- European Cultural Centre (1996). Transeuropéennes, Numéros 8 à 11. Centre européen de la culture. ص. 123. مؤرشف من الأصل في 2021-06-22.
- Human Rights Watch/Middle East, Volume 9. Human Rights Watch/Middle East. 1997. ص. 31. مؤرشف من الأصل في 2021-06-23.
- Brahim Brahimi (1997). Le pouvoir, la presse et les droits de l'homme en Algérie. Editions Marinoor. ص. 106. ISBN:9789961720295. مؤرشف من الأصل في 2021-06-22.
- Algeria: Elections in the Shadow of Violence and Repression: Vol. 9, No. 4. Human Rights Watch. 1997. ص. 32. مؤرشف من الأصل في 2021-06-23.
- M'Hamed Rebah (2002). La presse algérienne: journal d'un défi. Chihab. ص. 33;52;227. ISBN:9789961634622. مؤرشف من الأصل في 2021-06-22.
- Julija Sukys (2007). Silence Is Death: The Life and Work of Tahar Djaout. University of Nebraska Press. ص. 33. ISBN:9780803205956. مؤرشف من الأصل في 2021-06-22.
- Brian Chama (2019). Anti-Corruption Tabloid Journalism in Africa. Springer. ص. 62. ISBN:9783030168223. مؤرشف من الأصل في 2021-06-23.